# Tống biệt

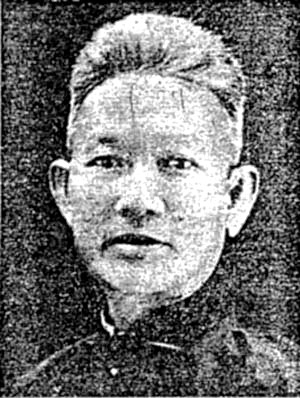
Thi sĩ Tản Đà, tác giả Tống biệt.

Tống biệt là một bài từ của Tản Đà, một thi nhân thời tiền chiến, Việt Nam.

## Giới thiệu
Tống biệt được trích trong vở chèo Thiên Thai do Tản Đà sáng tác năm 1922. Nội dung vở diễn tích hai chàng thư sinh là Lưu Thần và Nguyễn Triệu đời Hán, nhân tết Đoan ngọ (còn gọi là tết Đoan dương, ngày mùng 5 tháng 5 âm lịch), vào núi Thiên Thai (Chiết Giang, Trung Quốc) hái thuốc bị lạc lối về. Hai chàng bất ngờ gặp được tiên nữ, rồi kết làm vợ chồng. Sống hạnh phúc được nửa năm thì cả hai cùng nhớ quê muốn về thăm. Các tiên nữ cho biết đây là cõi tiên, đã về trần thì không thể trở lại, song vẫn không giữ được hai chàng. Lưu, Nguyễn về làng thấy quang cảnh khác xưa, thì ra họ đã xa nhà đến bảy đời. Buồn bã, hai chàng trở lại Thiên Thai, thì không còn thấy các tiên đâu nữa...Kể từ đấy, họ cũng đi đâu biệt tích.
Ở bài Tống biệt, tác giả chỉ nói đến cảnh chia biệt đầy lưu luyến của Lưu-Nguyễn với hai nàng tiên, để qua đó "thầm gửi gắm niềm thương tiếc của mình đối với cái đẹp không bao giờ trở lại".

## Nguyên tác
Lá đào rơi rắc lối thiên thai,
Suối tiễn oanh đưa luống ngậm ngùi!
Nửa năm tiên cảnh,
Một bước trần ai,
Ước cũ duyên thừa có thế thôi!
Đá mòn, rêu nhạt,
Nước chảy, huê trôi,
Cái hạc bay lên vút tận trời!
Trời đất từ đây xa cách mãi.
Cửa động,
Đầu non,
Đường lối cũ,
Ngàn năm thơ thẩn bóng trăng chơi.

## Đánh giá
Tống biệt là bài từ khúc theo điệu Hoa phong lạc, rút từ vở chèo Thiên Thai, có thể coi là một bài toàn bích. Vì đây là vĩnh biệt (từ đây xa cách mãi), cho nên bài thơ có nhịp chân bước quyến luyến mà chậm rãi, dường như ung dung. Văn khí trong thơ thay đổi luôn, câu ngắn thì như nấc như nghẹn, câu dài thì như tiếng than não nuột của một cặp tình nhân chia tay nhau giữa cảnh trời đất mênh mông...
Giới thiệu bài thơ này, thi sĩ Bùi Giáng có lời bình: 
Lá rơi - Hình ảnh của lìa tan, của ly biệt...Người đi. Khách phàm trần đã lên đây, đem lên đây tình yêu của hạ giới, gây bàng hoàng cho lòng xanh tiên nữ, để giờ đây chia biệt, đem tình về hạ giới, cho lòng xanh tiên nữ lại bâng khuâng...Lời tiễn đưa vang nhè nhẹ giữ Đào Nguyên trăng sáng rộng vô ngần. Như hồn xuân đêm yểu điệu. Như ngậm ngùi tình vương vấn thiên thai. Như gió lùa thổi vào tâm hiu hắt...
Sực tỉnh rồi...còn đâu nữa mộng lòng xuân. Nụ hồng giữa vườn xuân không hé phơi lần nữa. Đá mòn. Rêu nhạt. Nước chảy-Huê trôi. Cái hạc bay lên vút tận trời...đem đi mộng cũ của lòng ta...Tình của người lặng đi giữa bốn bề câm nín. Lạnh mang mang vây ám mãi nghìn năm. Đường lối cũ, nơi đầu non cửa động. Trăng chơi vơi còn sáng mãi, hững hờ. Mộng Thiên Thai võ vàng, đã mòn mỏi...
Bài thơ quả là có mang ý nghĩa tượng trưng đó. Tống biệt? Vĩnh biệt Thiên Thai là vĩnh biệt hồn thơ của tuổi mộng-Tuổi mộng không ở mãi với hồn thơ, để thắm mãi giữa đời...
Nhà nghiên cứu Thạch Trung Giả phân tích: 
..."Ngậm ngùi" là nỗi buồn sâu xa thấm thía, tuy không mãnh liệt đốt xét lòng người nhưng dư vang bất tuyệt. Trong cuộc tiễn đưa, bốn người đã ngầm biết không bao giờ gặp lại nên tình cảm của họ lắng sâu như thiên cổ.
"Nửa năm tiên cảnh,
Một bước trần ai"...
Diễn tả nỗi bàng hoàng của người thấy cuộc vui qua mau như giấc mộng. Trần ai xuất từ kinh Phật ví cõi đời ô trộc và vô thường. Để rồi từ đó mạch thơ chuyển sang thơ "Đá mòn, rêu nhạt/Nước chảy, huê trôi" cốt nói thêm rằng cuộc tan vỡ này không phải là ngẫu nhiên mà là theo định luật chung của vũ trụ. "Cái hạc" không những chỉ chiếc xe tiên mà còn ám tỷ hạnh phúc từ đây hoàn toàn mất hút. Tiếng "thơ thẩn" như tả một người đi lẻ loi. "Bóng trăng" có thể coi như là một linh hồn trầm tư cúi xuống chứng kiến nơi đã ghi dấu một cuộc tình duyên đẹp nhất và cũng bi thương nhất...Về mặt nghệ thuật, chữ dùng tinh vi, gợi cảm đến mức cuối cùng.
Kiều Thu Hoạch nhận xét: 
Đương nhiên, Tản Đà chưa phải là một nhà thơ mới như các nhà thơ mới lớp sau ông. Nhưng rõ ràng, ông là nhà thơ đã có tư tưởng cách tân, có nhiều tìm tòi, sáng tạo và mạnh dạn vượt ra ngoài khuôn sáo cũ. Trong thời buổi mà lối thơ niêm luật gò bó đang còn phổ biến, thì lối thơ như bài "Tống biệt" này của Tản Đà quả thật là mới, rất mới! Chính cái sự mạnh dạn vượt ra ngoài khuôn sáo cũ ấy đã tạo nên "một giọng phóng túng riêng" trong phong cách thơ Tản Đà.